# ザザオ語
ザザオ語（ザザオご、Zazao）は、ソロモン諸島のサンタイサベル島で話されている言語である。

## 概要
ザザオ語は現在、高齢者のみが母語として話していると考えられている。